# Steppin' Out
Steppin' Out, album av Neil Sedaka utgivet 1976 på skivbolaget Rocket. Albumet är producerat av Neil Sedaka och Richard Appère. Spår 15 är producerat av George Martin.
Albumet nådde Billboard-listans 26:e plats.

## Låtlista
Singelplacering i Billboard inom parentes.
1. Sing Me (Neil Sedaka/Howard Greenfield)
2. You Gotta Make Your Own Sunshine (Neil Sedaka/Howard Greenfield) (#53)
3. No. 1 With A Heartache (Neil Sedaka/Howard Greenfield)
4. Steppin' Out (Neil Sedaka/Phil Cody) (med Elton John) (#36)
5. Love In The Shadows (Neil Sedaka/Phil Cody) (#16)
6. Cardboard California (Neil Sedaka/Howard Greenfield)
7. Here We Are Falling In Love Again (Neil Sedaka/Phil Cody)
8. I Let You Walk Away (Neil Sedaka/Phil Cody)
9. Good Times, Good Music, Good Friends (Neil Sedaka/Phil Cody)
10. Perfect Strangers (Neil Sedaka/Phil Cody)
11. Bad And Beautiful (Neil Sedaka/Phil Cody)
12. Summer Nights (Neil Sedaka/Phil Cody)
13. (Baby) Don't Let It Mess Your Mind (Neil Sedaka/Phil Cody)
14. Time Waits For No One (Neil Sedaka/Howard Greenfield) (tidigare outgiven)
15. (Is This The Way To) Amarillo (Neil Sedaka/Howard Greenfield) (#44)
16. Should've Never Let You Go (Neil Sedaka/Phil Cody) (#19)

13-16 är bonusspår CD-utgåvan från 1998.